# Gdyby jutra nie było
Gdyby jutra nie było (hindi Kal Ho Naa Ho, dewanagari: कल हो ना हो, urdu: کل ہو نا ہو, ang. Tomorrow May Never Come, niemiecki: Lebe und denke nicht an morgen) – produkcja bollywoodzka. Światowa premiera odbyła się 27 listopada 2003 roku, polska miała miejsce 5 maja 2006. Czas trwania filmu to 186 minut.
Występują w nim m.in.: Shah Rukh Khan, Jaya Bhaduri, Saif Ali Khan, Preity Zinta oraz Sushma Seth. W rolach specjalnych występują Kajol i Rani Mukerji. Tematem filmu jest jednanie się w rodzinie – skłóconej ze sobą, zranionej dramatem zdrady i samobójstwa, a także przemiana człowieka pod wpływem miłości, poświęcenia i przyjaźni. Przedstawione problemy są wyrażane także poprzez taniec i piosenki.

## Opis filmu
Naina (Preity Zinta) studiuje i mieszka ze swoją indyjską, pendżabsko-katolicką rodziną w Nowym Jorku. Jej najlepszym przyjacielem jest Rohit (Saif Ali Khan), niepoprawny playboy. Naina jest jedyną kobietą, której Rohit nie próbował jeszcze uwieść. Zresztą nie wierzy ona ani we flirty, ani w związki, ani w rodzinę, gdyż jej własna od lat boryka się z przeciwnościami losu. Pewnego dnia do domu w sąsiedztwie wprowadza się uroczy Aman (Shah Rukh Khan), który z miejsca podbija serca wszystkich okolicznych mieszkańców - z wyjątkiem Nainy. Dziewczynę irytuje jego beztroski i radosny styl bycia. Nie wie jednak, że Aman skrywa tajemnicę, która już wkrótce na zawsze odmieni jej życie.

## Motywy kina indyjskiego
- Aman próbuje pomóc rodzinie Nainy uniknąć bankructwa. Namawia ich do założenia restauracji, która będzie w Nowym Jorku serwować kuchnię indyjską. Przekonuje ich, aby „sprowadzili Indie do Nowego Jorku”, „aby postawili na Indie, to, co jest w Indiach szczególne, własne". I rzeczywiście wszyscy, czy to z Pendżabu, czy z Gudźaratu (Rohit) urządzają wspólnie lokal tworząc w pomieszczeniach „małe Indie”, na końcu zawieszając w witrynie biało-szafranowo-zieloną flagę Indii. Motyw patriotyzmu także w: Chak de India, LOC Kargil, Bobby, Pardes, Czasem słońce, czasem deszcz, czy Phir Bhi Dil Hai Hindustani.
- Naina z rodziną, Rohit, Aman. Wszyscy oni to Hindusi mieszkający w Nowym Jorku. Tu Naina studiuje z Rohitem, uczy się salsy na kursach, flirtuje w parku.Nowy Jork jest też tłem m.in. Tara Rum Pum, Apne, Zakochać się jeszcze raz, Nigdy nie mów żegnaj, Aa Ab Laut Chalen, Lajja, Hum Tum, czy Aaja Nachle. Motyw Hindusów na obczyźnie (tzw. Non Resident Indians – NRI) też m.in. w. – Neal ’n’ Nikki, Heyy Babyy, Salaam Namaste, Żona dla zuchwałych, Czasem słońce, czasem deszcz, Widzę cię, Namastey London, Dil Chahta Hai Yaadein, Aap Ki Khatir, Wyścig, czy Cheeni Kum. W tym ostatnim filmie też Hindus reprezentuje Indie prowadząc restaurację z kuchnią indyjską (ale w Londynie).
- Naina z matką i rodzeństwem klęcząc modlą się o zmianę w swoim życiu, o zesłanie im anioła, który wprowadzi do ich rodziny radość, pomoże w pojednaniu się. I Bóg zsyła go pod postacią Amana. Do modlącej się w kościele mamy Nainy podchodzi skruszona babcia prosząc ją o wybaczenie za ból, jaki sprawiała jej latami obwiniając ją o śmierć syna. Akcenty chrześcijańskie występują nie tylko w filmach kręconych na skolonizowanym kiedyś przez Portugalczyków Goa jak w Namiętność, ale też m.in. w Mujhse Dosti Karoge!, Żona dla zuchwałych, Hum Tum, Heyy Babyy, Home Delivery: Aapko... Ghar Tak, czy Athadu.
- Matka przyjeżdża z Amanem do Nowego Jorku szukając dla niego ratunku w szpitalach amerykańskich. Dzieli z nim nadzieję na wyleczenie chorego serca, a potem strach przed śmiercią. Aman oczekuje od niej wsparcia bez nadziei budowanej na kłamstwie. Tylko ona rozumie, co czuje Aman, gdy wszyscy się cieszą z uzgodnienia małżeństwa między Nainą a Rohitem. Motyw silnej więzi matki z synem też m.in. w – Iqbal, Yogi, Nijam, Czasem słońce, czasem deszcz, Duplicate, Chatrapati.
- Opiekująca się Rohitem Kantabe widząc Amana obejmującego Rohita przypuszcza, że łączy ich związek homoseksualny. Sugeruje to jego ojcu, który zaniepokojony rozmawia o tym z synem w lokalu rozrywkowym. Motyw homoseksualizmu też m.in. – w Honeymoon Travels Pvt. Ltd., My Brother… Nikhil, czy żartobliwie w Masti, Girlfriend.
- Na zaręczynach Rohita i Nainy goście tańczą m.in. taniec z pałeczkami, który można też zobaczyć w – Duma i uprzedzenie, czy Dil Hi Dil Mein.

## Aktorzy
- Shah Rukh Khan: Aman Mathur
- Jaya Bhaduri: Jennifer Kapur
- Saif Ali Khan: Rohit Patel
- Preity Zinta: Naina Catherine Kapur
- Sushma Seth: Lajjo Kapur
- Reema Lagoo: Matka Amana
- Lillete Dubey: Jaswinder „Jazz” Kapoor
- Delnaaz Paul: Jasprit „Sweetu” Kapoor
- Achala Sachdev
- Shoma Anand: Siostra Lajjo Kapur
- Kamini Khanna: Siostra Lajjo Kapur
- Ketki Dave: Matka Rohita
- Sulabha Arya: Kanta Bhen
- Athit Naik: Shiv Kapur
- Jhanak Shukla: Gia Kapur
- Simone Singh: Camilla
- Satish Shah: Kurzon bhai Patel
- Rajpal Yadav: Guru
- Dara Singh(I): Wujek Chaddha
- Sanjay Kapoor(I): Abhay
- Kajol: w piosence Maahi ve
- Rani Mukerji w piosence Maahi Ve
- Sonali Bendre: Dr Priya
- Anaita: Gita
- Zohra Sehgal

## Nagrody i nominacje
- Saif Ali Khan – Nagroda Filmfare dla najlepszego aktora drugoplanowego